# 1998년 5월 인도네시아 폭동
1998년 5월 인도네시아 인종 폭동(인도네시아어: Kerusuhan Mei 1998, 영어: May 1998 Riots of Indonesia)은 1998년 5월 4일부터 5월 15일까지 인도네시아 자카르타, 메단과 수라카르타에서 화교에 대한 인종차별에 격분한 아시아 금융 위기에 의해 발생한 유혈 폭동 사태였다.

## 배경
인도네시아에서 인구의 3%를 차지하는 중국계 화교들은 대부분의 부를 독점하였으며 현지인들을 차별하였다. 수하르토 독재정권은 이를 교묘히 조장하고 있었는데 1997년 아시아 금융 위기 이후 심화되는 빈부격차로 인한 반정권 폭동이 발발했고, 수하르토는 사위인 수비안도 준장을 시켜 중국계가 데모를 조직했다고 소문을 퍼뜨려 자신을 향한 불만의 화살을 돌리려고 하였다.

## 진행
1998년 5월 2일 동부 자카르타의 사범대학 학생들이 수하르토의 부정과 부패를 규탄하며 시위하였고, 경찰은 공포탄을 쏘며 이를 막으려 했다. 이때 두명의 중상자가 발생했다. 5월 11일에는 자카르타 서부의 트리삭티에서 수하르토 규탄 집회가 열렸다. 원래 트리삭티는 학생들의 시위가 한번도 일어난 적이 없었던 곳인데 트리삭티 대학 학생들이 처음으로 이 지역에서 규탄집회를 열었던 것이다. 이때 진압군의 발포로 학생 6명이 사망했다. 다음날 12일 자카르타 전역이 통제 불가 상태에 빠졌다.
시위는 폭동으로 발전하여 인도네시아 전역이 혼란의 도가니에 빠지고 상가가 불타고 사망자가 속출했는데, 이때 화교들이 휘말렸다. 인도네시아 군이 병력을 투입하여 중국계를 상대로 한 조직적인 범죄를 저질렀다는 주장도 있다.
이 당시 중국 지도자 장쩌민은 인도네시아와 상호협력 관계였기 때문에 내정간섭은 안 된다는 이유로 아무런 조치를 취하지 않았다고 하여 인터넷에서 루머가 돌면서 원성을 샀으나 사실은 소극적이나마 구출은 있었다. 문제는 많은 화교들이 반공감정 때문에 구조를 거부했다는 것. 결국 화교가 70%인 싱가포르에서 공군 수송기를 급파해 화교들을 싱가포르 영내로 들여보냈고 상당수가 돌아오지 않고 싱가포르에 눌러앉았다. 인도네시아어 및 네덜란드어만 배웠던 화교들이 영어가 서툴어 처음에는 정착에 어려움을 겪기도 했다.
인도네시아 화교는 네덜란드의 영향으로 가톨릭 및 개신교로 대거 개종했는데 이 때문에 기독교는 곧 중국인 종교로 인식되어 교회가 불타는 경우도 많았으며, 이 때문에 폭동 과정에서 인도네시아인 기독교인도 많은 피학살자가 발생했다. 지금도 원리주의 성향이 강한 섬들의 경우 기독교인이 학살당하거나 교회가 불타는 등 박해가 극성이며 박해의 제1호 대상은 화교, 그 다음은 기독교인 인도네시아인이다. 그래서 화교 기독교인들은 기독교인이 많은 싱가포르로 도망가버렸고 아직까지 많이 돌아오지 않고 있다. 이 사건은 수하르토 정권이 붕괴될 위기에 처하자, 의도적으로 화교에게 총을 돌리면서 생긴 일로 평가되며 실제로 수하르토 세력에서 이러한 학살을 부채질하는데 주력했다는 증거와 증언이 수없이 남아있다.

## 결과
수백의 중국계 상점들이 약탈당하거나 방화당했고, 이로 인해 만명에 가까운 사망자가 발생하였다. 사망자는 대부분 자바인이었으며 중국계 측도 1200명이 사망했다고 주장한다. 87명의 여성 집단 윤간이 보고되었으며 이중 대부분은 중국계였다. 시위는 정권의 목표대로 짧게는 중국인을 향했으나 결국은 더욱 격화되어 다시 정권을 향했고 수하르토는 결국 하야했다.

## 참고
영화 액트 오브 킬링을 보면 이와 비슷한 1965년 쿠데타군의 학살에 대해서도 나와 있다.